# Шосе A6 (Латвія)
Шосе A6 або Шосе Рига — Даугавпілс — Краслава — кордон з Білорусією (Патерніекі), також Даугавпілське шосе — латвійська автомагістраль вищої категорії, яка з'єднує столицю Ригу з Даугавпілсом і далі до білоруського кордону. A6 до Єкабпілій є частиною міжнародної автомагістралі E22, ділянка між з'єднаннями Ризької об'їзної дороги між A5 і A4 є частиною автомагістралей E67 і E77, а ділянка об'їзної Даугавпілса є частиною E262. Загальна довжина автомагістралі становить 307 км, на всьому протязі вона покрита асфальтобетоном.

## Історія
Шосе було побудовано в 1963 році, а об’їзд Плявіні – в 1991 році. У листопаді 2014 року завершено реконструкцію дворівневого перетину А6 з P10 на 29 кілометрі траси А6.
27 січня 2015 року було оголошено тендер на роботи з утримання покриття ділянки Єкабпілс – Дреймані автомагістралі A6 (149,5-158,5 км) і кільцевої дороги Даугавпілс. З іншого боку, 29 січня було оголошено тендер на оновлення тротуару на ділянці Яуні Рачині – Краслава (255,8-268,7 км). 11 березня було оголошено, що тендер виграло SIA "Binders" із контрактною ціною 1 511 222 євро. У січні 2017 року було оголошено тендер на відновлення покриття ділянки дороги Краслава - Міст Індріка. У березні SIA "Binders" було оголошено переможцем конкурсу з ціною контракту 1 750 039 євро. 24 серпня 2020 року на ділянці від Лівань до Стурішків Ліванського району розпочато ремонтні роботи, які включають ремонт ям, виправлення профілю дороги, облаштування системи водовідведення та укладання нового асфальтного покриття. У 2022 році було розпочато роботи з ремонту доріг на всій ділянці міста Лієлварде, які включали заміну дорожнього покриття, дренажні та каналізаційні роботи, покращення вуличного освітлення, а також реконструкцію пішохідної та велосипедної інфраструктури. Тоді ж розпочато ремонтні роботи з відновлення дорожнього покриття на ділянці Кегумс – Огре.